# NRJ 12
NRJ 12 er en fransk tv-kanal grundlagt 31. marts 2005.

## Eksterne henisniniger
- www.nrj12.fr

| Fjernsyn | Spire Denne artikel om en tv-kanal er en spire som bør udbygges. Du er velkommen til at hjælpe Wikipedia ved at udvide den. |